# 이재훈 (배우)
이재훈(1961년 4월 21일 ~ 2007년 12월 28일)은 대한민국의 배우이다. 위암에 걸려 투병 중에 2007년 12월 28일 47세로 별세하였다.

## 이력
1981년 연극배우 첫 데뷔하였고 1986년 MBC 문화방송 18기 공채 탤런트로 정식 데뷔하였는데 본인의 아버지인 이용희가  1995년 제1회 지방 선거 시절 민주당 충청북도 도지사 후보로 출마하자 이재훈의 MBC 탤런트 공채 동기였던 박상원, 이재룡이 출연료를 받지 않고 아버지(이용희) 지지 표면 광고의 모델로 나서기도 했다.

## 학력
- 중앙대학교 연극영화과

## 출연작

### 드라마
- 《저 푸른 초원 위에》 - 나대로 역
- 《불멸의 이순신》 - 와키자카 야스요시 역
- 《별은 내 가슴에》 - 연이의 디자이너 사무실 직원 역
- 《부활》
- 《사춘기》 - 수학선생님 역
- 《천국의 나그네》
- 《천사의 선택》(1989년 MBC 미니 시리즈 드라마) GMC 덤프트럭 운전 기사

### 영화
- 《외출》 - 사고 피해자 형 역
- 《행복》 - 석우 역

## 가족 관계
- 아버지 : 이용희(국회의원)
- 동생 : 이재한(정당인, 기업인)